# Filley (Nebraska)
Filley – wieś w Stanach Zjednoczonych, w stanie Nebraska, w hrabstwie Gage.